# Literatura comparada
La literatura comparada és la disciplina empírica que estudia i compara diferents texts literaris o altres formes d'expressions culturals, per damunt de les barreres nacionals pròpies de la filologia.
S'entén com altres expressions culturals: la pintura, l'escultura, l'arquitectura, la música, la filosofia, la història, les diferents ciències socials, la religió, les ciències naturals, entre d'altres.
Els seus orígens són a la primera meitat del segle xix a França, i els seus fundadors més rellevants són Abel François Villemain, Jean-Jacques Ampère, Claudio Guillén, Robert Remak i Dionýz Ďurišin dins de l'Escola de Bratislava, són estudiosos molt importants.
La literatura comparada es desenvolupa després de les tres grans disciplines literàries: la crítica literària, la teoria de la literatura i la història literària.
Encara que inicialment basava el seu estudi en la comparacions entre autors i literatures nacionals o entre models literaris de diferents tradicions, al llarg del segle XX ha tendit a estudiar un grau d'abstracció i sistematització superior a les varietats locals, com la temàtica, la forma o els gèneres, així com la relació entre la literatura amb altres formes artístiques.
Actualment busca afinitats entre autors, temes, moviments o estils de diferents països i períodes per concebre la literatura com un tot on les influències es donen entre llengües i corrents. Recull la tradició de "literatura mundial" encetada per Goethe i altres romàntics (també anomenada literatura universal), com a sistema de comunicació literària, on la psicologia i sociologia tenen un pes molt important.

## Crisi del model i orientació
Des dels inicis, la literatura comparada ha pres dos direccions diferents: l'orientació històrica d'arrels francesa i la teòrica amb arrels nord-americanes. La primera se centra en les relacions causals, i la segona amb les convergències entre literatures.
Aquest desacord entre les dues visions va provocar una crisi dins la disciplina, que posteriorment va provocar una aproximació general a la teoria literària, defensada per les tesis nord-americanes.

## Literatura comparada i traducció
Un pes important del contingut de la disciplina són les traduccions. La literatura comparada intenta estudiar les relacions i col·lisions d'estudis sobre diferents cultures a l'hora de traduir, resolen reflexionar i deixar un cert espai a aquesta tasca. Per tant, el significat de l'obra literària no és fix, ja que implica una interpretació del text.
Villanueva (2003) va esmentar en una conferència que “los estudios sobre la traducción viven una simbiosi compartida con la lingüística aplicada, la teoría literaria y la literatura comparada. De cada una de estas disciplinas los estudios sobre la traducción recogen los aportes que más le satisfacen y, al mismo tiempo, ofrecen los que más les pueden satisfacer a sus disciplinas compañeras. De la literatura comparada la traducción embebe sus preocupaciones históricas y se ofrece como puerta de entrada al comparatista que estudia una literatura cuya lengua desconoce.”